# Passiflora rovirosae
Passiflora rovirosae är en passionsblomsväxtart som beskrevs av Ellsworth Paine Killip. Passiflora rovirosae ingår i släktet passionsblommor, och familjen passionsblomsväxter. Inga underarter finns listade i Catalogue of Life.